# Chikuzen, Fukuoka
Chikuzen (japanska: 筑前町?, Chikuzen-machi) är en landskommun (köping) i Fukuoka prefektur i Japan. 
Kommunen bildades 2005 genom en sammanslagning av kommunerna Miwa och Yasu.